# مورلای سیسه
مورلای سیسه (انگلیسی: Morlaye Cissé؛ زادهٔ ۱۹ دسامبر ۱۹۸۳) بازیکن فوتبال اهل گینه بود.
از باشگاه‌هایی که در آن بازی کرده است می‌توان به باشگاه فوتبال سدان و باشگاه فوتبال شاتورو اشاره کرد.
وی همچنین در تیم ملی فوتبال گینه بازی کرده است.